# Hvezdoň Kočtúch
Hvezdoň Kočtúch (31. března 1929 Liptovská Porúbka – 20. února 1994 Štrba) byl slovenský ekonom, vysokoškolský pedagog, v roce 1968 člen reformního křídla Komunistické strany Slovenska, po sametové revoluci československý politik za Verejnosť proti násiliu, později za Hnutí za demokratické Slovensko, poslanec Sněmovny národů Federálního shromáždění, Slovenské národní rady a po vzniku samostatného Slovenska Národní rady SR. Jedna z hlavních osobností ekonomické politiky Slovenska počátkem 90. let.

## Biografie
V roce 1952 absolvoval Vysokou školu ekonomickou (dnešní Ekonomická univerzita v Bratislavě). V roce 1966 získal titul doktora věd. Zaměřoval se na problematiku efektivity investic a národního hospodářství. V roce 1968 byl jmenován profesorem. V té době zasedal v odborné komisi, která se podílela na přípravě federalizace Československa. Zúčastnil se například konference o česko-slovenských vztazích pořádané ve Smolenicích v březnu 1968, kde přednesl projev na téma Ekonomické aspekty uspořádání vztahů českého a slovenského národa. Odmítal konfederativní návrhy, protože trval kvůli nutnosti vyrovnávání ekonomické úrovně českých zemí a Slovenska na zachování finančního přerozdělování. Historik a komunistický politik Milan Hübl vzpomínal zpětně, jak Kočtúch ostře kritizoval návrh na volnou federaci omezenou jen na zahraniční a obrannou politiku, jenž předložil český právník Jiří Boguszak. Měl tehdy prohlásit: „hovoríte, aj keď sme bratia, naše vačky nie sú sestry.“ Zároveň ale prosazoval volnější ekonomické pravomoce národních republik a ještě na podzim 1968 vedl veřejné polemiky proti tendencím k omezování kompetencí republik. Historik Jan Rychlík Kočtúcha označuje za jednoho z ekonomických konstruktérů federace.
Byl tehdy členem a významným funkcionářem Komunistické strany Slovenska. V letech 1968–1970 se uvádí jako účastník zasedání Ústředního výboru Komunistické strany Slovenska. Vysočanský sjezd KSČ v srpnu 1968 ho zvolil i za člena Ústředního výboru Komunistické strany Československa.
Do veřejného života se vrátil po sametové revoluci, kdy znovu nastoupil na Vysokou školu ekonomickou, kde vedl katedru synergie. K roku 1990 je profesně uváděn jako vedoucí katedry na VŠE Bratislava, bytem Bratislava.
V lednu 1990 nastoupil jako poslanec za hnutí Verejnosť proti násiliu v rámci procesu kooptací do Federálního shromáždění po sametové revoluci do slovenské části Sněmovny národů (volební obvod č. 84 - Dunajská Streda, Západoslovenský kraj). Mandát obhájil za VPN ve volbách roku 1990. V roce 1991 patřil mezi zakládající členy HZDS, které vzniklo rozštěpením VPN, a přešel do poslaneckého klubu HZDS. Ve federálním parlamentu setrval do konce funkčního období, tedy do voleb roku 1992. Počátkem 90. let vypracoval zásady ekonomické reformy a hospodářské strategie nezávislého Slovenska. Spoluzakládal Sdružení nezávislých ekonomů Slovenska (NEZES), které mělo blízko k hnutí HZDS. Na této platformě navazoval na své názory z roku 1968 a silně prosazoval myšlenku nutnosti samostatného scénáře ekonomických reforem na Slovensku.
Ve volbách roku 1992 se stal za HZDS poslancem Slovenské národní rady, která se v lednu 1993 po vzniku samostatného Slovenska transformovala do Národní rady Slovenské republiky. Zde zasedal do své smrti roku 1994. Zemřel na infarkt ve Štrbě a pochovaný je na Martinském cintorínu v Bratislavě.